# Murów (gromada)
Murów – dawna gromada, czyli najmniejsza jednostka podziału terytorialnego Polskiej Rzeczypospolitej Ludowej w latach 1954–1972.
Gromady, z gromadzkimi radami narodowymi (GRN) jako organami władzy najniższego stopnia na wsi, funkcjonowały od reformy reorganizującej administrację wiejską przeprowadzonej jesienią 1954 do momentu ich zniesienia z dniem 1 stycznia 1973, tym samym wypierając organizację gminną w latach 1954–1972.
Gromadę Murów z siedzibą GRN w Murowie utworzono – jako jedną z 8759 gromad na obszarze Polski – w powiecie opolskim w woj. opolskim, na mocy uchwały nr VII/26/54 WRN w Opolu z dnia 4 października 1954. W skład jednostki weszły obszary dotychczasowych gromad Murów, Grabczak i Zagwiździe ze zniesionej gminy Zagwiździe oraz Okoły ze zniesionej gminy Pokój w tymże powiecie. Dla gromady ustalono 26 członków gromadzkiej rady narodowej.
31 grudnia 1959 do gromady Murów włączono wieś Grabice ze zniesionej gromady Radomierowice w tymże powiecie.
1 stycznia 1967 do gromady Murów włączono wieś Młodnik z gromady Dąbrówka Dolna w tymże powiecie.
Gromada przetrwała do końca 1972 roku, czyli do kolejnej reformy gminnej. 1 stycznia 1973 w powiecie opolskim utworzono gminę Murów.